# Liste des gangs aux États-Unis
Ceci est une liste non exhaustive de gang aux États-Unis.

## Gangs de rue

### Afro-Américains
- Almighty Black P. Stone Nation
- Almighty Vice Lord Nation (en)[1],[2],[3]
  - Four Corner Hustlers (en)
- Black Disciples[1],[3]
- Black Guerrilla Family
- Black Spades (en)
- Bloods[1],[2],[4]
  - Black P. Stones[2],[3]
  - Bounty Hunter Bloods
  - Double II Set[5]
  - Nine Trey Gangsters (en)
  - Pirus[1]
  - Sex Money Murda[1],[2]
  - United Blood Nation
- Chambers Brothers (en)
- Columbia Point Dawgs (en)
- Crips[1],[2],[4]
  - 83 Gangster Crips
  - Venice Shoreline Crips[6]
  - Rollin 60 Neighborhood Crips[6]
  - Rollin' 20's Crips
  - East Nashville Crips (en)
  - Rollin' 30s Harlem Crips (en)
  - Grape Street Watts Crips (en)
  - Venice Shoreline Crips (en)
- D.C. Blacks (en)
- Decepticons (gang) (en)
- Errol Flynns (en)
- The Family (American crime organization) (en)
- Folk Nation[1],[3]
- Four Corner Hustlers (en)
- Gangster Disciples[1],[2],[3]
  - OutLaw Gangster Disciples (en)
- Hidden Valley Kings (en) (Charlotte)
- KUMI 415 (en)
- Lucerne Street Doggz (en)
- Miami Boys [[:en:Miami Boyz77's

```
(drug organization)|
(en)
]]
```

- Mickey Cobras (en)[3]
- Orchard Park Trailblazers (en)
- People Nation[1],[3]
- Savage Nomads (en)
- Savage Skulls (en)
- Somali Outlaws (en)
- Supreme Team (gang) (en)
- Westmob (en) (San Franciscoo)

### Natifs américains
- The Chickens and the Bulls (en)
- Freight Train Riders of America (en)
- Green Street Counts (en)
- Native Mob (en)

### Caribéens
- Jamaican posse (en)
  - Shower Posse
- Zoe Pound (en)

### Blancs
- 311 Boyz (en)
- Albanian Boys (en)
- American Front (en) (suprémaciste blanc)
- Aryan Nations (suprémaciste blanc)
- Armée républicaine aryenne (suprémaciste blanc)
- Chicago Gaylords
- Combat 18 (suprémaciste blanc)
- Cornbread Mafia (en)
- Dead Man Incorporated (en)
- Dixie Mafia (en)
- FFF (gang) (en)
- Friends Stand United (en)
- Gang Saltis-McErlane[7]
- Hammerskins (suprémaciste blanc)
- Imperial Klans of America (suprémaciste blanc)
- Keystone State Skinheads (en) (suprémaciste blanc)
- Ku Klux Klan (suprémaciste blanc)
- The Flathead gang (en)
- The Order (suprémaciste blanc)
- Peckerwood (en)
  - 211 Crew (en) (suprémaciste blanc)
  - Fraternité aryenne  (suprémaciste blanc)
  - Fraternité aryenne  du Texas (en) (suprémaciste blanc)
  - Aryan Circle (en) (suprémaciste blanc)
  - Nazi Lowriders (suprémaciste blanc)
  - Public Enemy No. 1 (street gang) (en) (suprémaciste blanc)
- People Nation
- Popes (en)
- Simon City Royals (en)
- State Line Mob (en)
- Simon City Royals (en)[3]
- Volksfront
- White Aryan Resistance (suprémaciste blanc)
- Capo Gang ((street gang))(mi-latino)
- True Sons MC (suprémaciste blanc Américain)

### Asio-Américains
- Asian Boyz (en), Southeast Asian (mostly cambodgien)
- Bahala Na Gang (en), Filipino
- Born to Kill (gang) (en) [8], Vietnamese
- Chung Ching Yee (en), Chinois
- Fullerton Boys (en), Coréen
- Kkangpae (en), Coréen
- Menace of Destruction (en), Hmong
- Snakehead (gang) (en), Chinois
- Tong, Chinois
  - Bing Kong Tong (en)
  - Hip Sing Association (en)
  - Hop Sing Tong (en)
  - On Leong Chinese Merchants Association (en)
  - Suey Sing Association (en)
- The Arabian Posse[9]
- Tiny Rascal gang (en), cambodgien
- Satanas (gang) (en), Filipino
- Triades
  - 14K, Chinois
  - Bambou uni, Taïwanais
  - Big Circle Gang, Chinois, Vietnamien et cambodgien
  - Black Dragons (gang) (en), Chinois et Vietnamien
  - Flying Dragons (gang) (en), Chinois et Vietnamien
  - Bande des Quatre Mers, Taiwanese
  - Ghost Shadows (en), Chinois et Vietnamien
  - Jackson Street Boys (en), Cantonais
  - Ping On (en), Chinois
  - Sun Yee On, Chinois
  - Wah Ching (en), Chinois
  - Wo Hop To (en), Hong Kong
  - Wo Shing Wo, Hong Kong
- Wah Kee (en), Chinois et malais
- Yakuza
  - Inagawa-kai (en)
  - Yamaguchi-gumi

### Hispaniques
- 18th Street Gang
- Almighty Saints (en)
- Barrio Azteca (en)
- Barriox13
- Dominicans Don't Play (en)
- Fresno Bulldogs (en)
- Ghetto Brothers (en)
- Hermanos de Pistoleros Latinos (en)
- Jheri Curls (en)
- La Línea (gang) (en)
- La Raza Nation (en)
- Latin Counts (en)
- Latin Eagles (en)
- Latin Kings[1],[2],[3]
- Los Mexicles (en)
- Los Solidos (en)
- Maniac Latin Disciples (en)
- Marielitos (gangs) (en)
- Mexican Mafia
- Mexikanemi (en)
- MS-13 (Mara Salvatrucha)
- Ñetas (en)
- Norteños (en)
- Nuestra Familia
- Puro Tango Blast (en)
- Savage Nomads (en)
- Savage Skulls (en)
- Spanish Cobras (en)
- Spanish Gangster Disciples (en)
- Sureños (en)
  - 38th Street gang
  - The Avenues (gang) (en)
  - Azusa 13 (en)
  - Culver City Boys 13 (en)
  - El Monte Flores 13 (en)
  - Florencia 13 (en)
  - Logan Heights Gang (en)
  - OVS (gang) (en)
  - Playboys (gang) (en)
  - Puente 13 (en)
  - Santa Monica 13 (en)
  - Temple Street (en)
  - Toonerville Rifa 13 (en)
  - Varrio Nuevo Estrada (en)
  - Venice 13 (en)
  - Westside Locos 13 (en)
  - White Fence (en)
- Texas Syndicate (en)
- Trinitario
- Vatos Locos

### Irlandais-américains
- Celtic Club
- Charlestown Mob (en)
- Gustin Gang (en)
- Hogan Gang (en)
- K&A Gang (en)
- Killeen Gang (en)
- Mullen Gang (en)
- North Side Gang
- Ragen's Colts (en)
- Valley Gang
- Westies (en)
- White Hand Gang (en)
- Gang de Winter Hill

- Gangs de rue Historiques

- - Bottoms Gang (en)
  - 19th Street Gang (en)
  - Bowe Brothers (en)
  - 40 voleurs[10]  premier gang des rues organisé de l'histoire de New York
  - Dead Rabbits (en)[10]
  - Gopher Gang (en)[10]
  - Grady Gang (en)[10]
  - Five Points Gang[9],[10]
  - Daybreak Boys (en)[10]
  - Tenth Avenue Gang (en)[10]
  - Kerryonians (en)[10]
  - Roach Guards (en)[10]
  - Whyos (en)[7],[10]
  - Chichesters (en)[10]
  - Marginals (en)[10]
  - Live Oak Boys (en)[10]
  - Potashes (gang) (en)
  - Bottoms Gang (en)

### Italo-américains
- 10th and Oregon Crew (en)
- 116th Street Crew (en)
- Baltimore Crew (en)
- Dinner Set Gang (en)
- East Harlem Purple Gang (en)
- Forty-Two Gang (en)
- Greenwich Village Crew (en)
- Jousters
- South Brooklyn Boys (en)
- The Tanglewood Boys

### Juifs
- Yiddish Connection
  - The Bugs and Meyer Mob (en)
  - Cohen crime family
  - Murder, Inc.
- New York divorce coercion gang (en)
- The Purple Gang (en)
- Yiddish Black Hand (en)

### Océano-Américains
- La Compagnie (crime organisé hawaïen)
- Sons of Samoa
- Tongan Crip Gang (en)

### Groupes de motards criminalisés
- Bandidos
- Boozefighters MC
- Breed Motorcycle Club (en)
- Brother Speed (en)
- Chosen Few MC (en)
- Coffin Cheaters (en)
- Devils Diciples (en)
- Diablos Motorcycle Club (en)
- El Forastero
- Free Souls Motorcycle Club (en)
- Galloping Goose Motorcycle Club
- Gypsy Joker Motorcycle Club (en)
- Hells Angels
- Hell's Lovers (en)
- Highwaymen Motorcycle Club (en)
- Iron Horsemen (en)
- Market Street Commandos
- Mongols
- No Surrender Motorcycle Club (en)
- Outlaws
- Pagans
- Pissed Off Bastards of Bloomington
- Rock Machine
- Sons of Satan Motorcycle Club (en)
- Sons of Silence (en)
- Vagos (en)
- Warlocks Motorcycle Club (Florida) (en)
- Warlocks Motorcycle Club (Pennsylvania) (en)

## Gangs de prison
À noter que l'appartenance à un des groupes ci-dessous peut chevaucher l'appartenance à d'autres groupes ci-dessus. 

### Gangs afro-américains
- Black Guerrilla Family[2],[11]
- D.C. Blacks (en)[12]
- United Blood Nation[1],[2],[13]
- KUMI 415 (en)

### Gangs blancs
- 211 Crew (en)
- Aryan Brotherhood[1],[2],[11],[12] un des gangs les plus violents
- Aryan Brotherhood of Texas (en)
- Aryan Circle (en)
- Dead Man Incorporated (en)[2]
- European Kindred (en)[14]
- Nazi Lowriders principalement basé dans le sud de la Californie
- Public Enemy No. 1 (gang) (en)[2]
- Soldiers of Aryan Culture (en)
- Universal Aryan Brotherhood (en)

### Gangs hispanique
- Barrio Azteca[2],[11]
- Mafia mexicaine[1],[2],[11]
- Nuestra Familia[2]
- Texas Syndicate (en)[2]
- Ñetas (en)[11]
- Puro Tango Blast (en)[2]
- Mexikanemi (en)[11]
- Hermanos de Pistoleros Latinos (en)